# Never Give Up on You
«Never Give Up on You» —[ˈnɛv.ə(ɹ) ɡɪv ʌp ɒn juː]; en español: «Nunca renunciaré a ti»— es una canción compuesta por Emmelie de Forest, Lawrie Martin y The Treatment e interpretada en inglés por Lucie Jones. Fue elegida para representar a Reino Unido en el Festival de la Canción de Eurovisión de 2017 tras ganar la final nacional inglesa, Eurovision: You Decide, el 27 de enero de 2017.

## Festival de Eurovisión

### Festival de la Canción de Eurovisión 2017
Esta fue representación británica en el Festival de Eurovisión 2017, interpretada por Lucie Jones.
El país no tuvo que participar en ninguna semifinal, ya que, al ser miembro del «Big Five», tenía el pase garantizado para la final.
El tema fue interpretado en 18º lugar durante la final el 13 de mayo, precedido por Noruega con JOWST y Aleksander Walmann interpretando «Grab the Moment» y seguido por Chipre con Hovig interpretando «Gravity». Al final de las votaciones, la canción había recibido 111 puntos (99 del jurado y 12 del televoto), y quedó en 15º puesto de 26.